# Центр искусств Гафесчяна
Центр искусств Гафесчяна (Музей Гафесчяна, арм. Գաֆեսճյան արվեստի կենտրոն) — художественный музей в Ереване, улица Таманяна, Каскад.

## История
Основан американским бизнесменом и собирателем армянского происхождения Джерардом Левоном Гафесчяном. Открылся 17 ноября 2009 года. В основу коллекции положено личное собрание основателя. Правительство Армении предоставило Фонду комплекс «Каскад».

## Коллекция
Коллекция музея включает работы следующих художников и скульпторов:
- Григор Ханджян, Фернандо Ботеро, Джон Алтун, Марк Шагал, Аршиль Горки, Энди Уорхол и другие.